# Совет индуистских общин России
Совет индуистских общин России (СИОР) — общественная организация, представляющая интересы проживающих в России последователей индуизма разных направлений (как индийской диаспоры, так и коренных россиян) и содействующая гармоничной интеграции индуистской общины в российское общество. Совет был создан 19 декабря 2011 года в Москве во время, когда в Томске проходил небезызвестный судебный процесс над «Бхагавад-гитой как она есть». Объединение возглавляет президент Санджит Кумар Джха, духовное имя — Садхупри́я Дас(а), являющийся одновременно президентом Ассоциации индийцев в России (АиР).
Согласно сайту СИОР, индуистскими считаются общины, признающие Веды в качестве священного писания.